# Sergio de la Valle
Sergio Antonio de la Valle Aguilera (n. 12 de abril de 1988) es un futbolista chileno que juega de defensa.

## Clubes
| Club                | País  | Año       |
| ------------------- | ----- | --------- |
| Huachipato          | Chile | 2008      |
| Deportes Santa Cruz | Chile | 2008      |
| Deportes Ovalle     | Chile | 2009      |
| Everton             | Chile | 2009-2010 |
| San Antonio Unido   | Chile | 2011      |
| Deportes Melipilla  | Chile | 2012      |
| Trasandino          | Chile | 2013-2014 |
| Deportes Pintana    | Chile | 2014-2015 |
| Ñublense            | Chile | 2015-2016 |